# Ngọc Lan (diễn viên sinh 1942)
Ngọc Lan (sinh năm 1942), tên đầy đủ là Phan Thị Ngọc Lan, là một diễn viên điện ảnh người Việt Nam, bà được biết đến qua vai Nhàn trong bộ phim điện ảnh Lửa trung tuyến. Ngọc Lan được nhà nước Việt Nam phong tặng danh hiệu Nghệ sĩ nhân dân vào năm 2015.

## Cuộc đời
Phan Ngọc Lan sinh năm 1942 tại Bắc Giang, khi còn đi học, bà đã bộc lộ khả năng ca hát, diễn kịch và ngâm thơ. Ngọc Lan mơ ước được trở thành diễn viên sau khi được xem bộ phim truyện Chung một dòng sông của đạo diễn Phạm Kỳ Nam.
Năm 1959, Trường Điện ảnh Việt Nam được thành lập, bà ra Hà Nội dự thi và trúng tuyển. Ngọc Lan trở thành học viên khóa 1 của trường Điện ảnh Việt Nam cùng với Trà Giang, Lâm Tới, Thế Anh, Kim Chi, Lịch Du... Bà tốt nghiệp năm 1962 và được phân công về công tác tại Xưởng phim truyện Việt Nam.
Năm 1961, khi đang học năm thứ nhất tại Trường điện ảnh, bà được đạo diễn Phạm Văn Khoa tuyển vào vai chính trong bộ phim Lửa trung tuyến, đây cũng là vai diễn đầu tiên và nổi tiếng nhất của bà, bộ phim sau đó được chọn để tham dự Liên hoan phim Quốc tế Moskva 1961. Là diễn viên chính của phim, Ngọc Lan vinh dự được thay mặt đoàn Điện ảnh Việt Nam thực hiện nghi thức kéo cờ khai mạc liên hoan phim cùng với đạo diễn Sergey Fyodorovich Bondarchuk. Sau sự kiện này Ngọc Lan quen biết với nữ diễn viên điện ảnh, Nghệ sĩ nhân dân Zinaida Kirienko.
Năm 2015, Ngọc Lan được phong danh hiệu Nghệ sĩ nhân dân. Sau bộ phim Nơi ẩn nấp bình yên năm 2017, bà tạm dừng các hoạt động phim ảnh và trở lại với bộ phim truyền hình 11 tháng 5 ngày vào năm 2021. Trong sự nghiệp của mình, Ngọc Lan đã tham gia hơn 50 vai diễn điện ảnh và truyền hình.
Ngoài công việc diễn viên, Ngọc Lan còn là nhà thơ và đã phát hành 6 tập thơ, tập thơ thứ 6 có tựa đề Nặng tình phát hành năm 2020. Một số bài thơ trong chùm thơ Mẹ và quê hương của bà tạo cảm hứng cho nhạc sĩ Đỗ Phương sáng tác ca khúc Nhớ mẹ.

## Tác phẩm

### Điện ảnh
| Năm  | Tựa đề                  | Vai diễn            | Đạo diễn                                | Chú   | Nguồn         |
| ---- | ----------------------- | ------------------- | --------------------------------------- | ----- | ------------- |
| 1961 | Lửa trung tuyến         | Nhàn                | NSND Phạm Văn Khoa                      | [ a ] | [ 13 ]        |
| 1962 | Một ngày đầu thu        |                     | Huy Vân                                 |       | [ 14 ]        |
| 1964 | Người chiến sĩ trẻ      |                     | NSND Hải Ninh                           | [ b ] | [ 15 ]        |
| 1966 | Lửa rừng                | Y Mai               | NSND Phạm Văn Khoa                      |       | [ 16 ]        |
| 1966 | Biển lửa                | Vợ Chu              | NSND Phạm Kỳ Nam, NGND Lê Đăng Thực     | [ c ] | [ 17 ] [ 18 ] |
| 1967 | Biển gọi                | Vợ Bí thư Tiềm      | NSƯT Nguyễn Tiến Lợi, Nguyễn Ngọc Trung | [ c ] | [ 16 ]        |
| 1968 | Một chiến công          | Phụ bếp             | Nguyễn Đỗ Ngọc                          |       | [ 16 ]        |
| 1974 | Quê nhà                 | Dự                  | NSƯT Nguyễn Ngọc Trung                  |       | [ 8 ]         |
| 1975 | Vùng trời               | Y tá Dân quân       | NSND Huy Thành                          |       | [ 19 ]        |
| 1980 | Mảnh trăng cuối rừng    |                     | NSƯT Nguyễn Kha, NSND Lê Thi            |       |               |
| 1986 | Thị trấn yên tĩnh       | Vợ lái xe           | NSƯT Lê Đức Tiến                        |       | [ 20 ]        |
| 1987 | Huyền thoại về người mẹ | Hòa                 | NSND Bạch Diệp                          | [ d ] | [ 21 ]        |
| 1987 | Nửa chừng xuân          | Vợ ba của Hàn Thanh | NSƯT Lê Đức Tiến                        |       | [ 8 ]         |
| 1988 | Dịch cười               | Vợ Tổng giám đốc    | Đỗ Minh Tuấn                            |       | [ 22 ]        |
| 1989 | Đời mưa gió             | Bà Phủ              | NSƯT Đức Hoàn                           |       | [ 8 ]         |
| 1989 | Thằng Cuội              | Bà Soi              | Đỗ Mạnh Tuấn                            |       | [ 8 ]         |
| 1990 | Kiếp phù du             | Nhũ mẫu             | NSND Hải Ninh                           | [ e ] | [ 8 ]         |
| 1990 | Lấy nhau vì tình        | Bà tham Bích        | NSƯT Hà Văn Trọng                       |       |               |
| 1991 | Giông tố                | Bà Nghị Hách        | Nguyễn Mạnh Lân                         |       | [ 16 ]        |
| 1992 | Anh chỉ có mình em      | Bà Tuần             | Đới Xuân Việt                           |       |               |

### Truyền hình
| Năm  | Tựa đề                   | Vai diễn   | Đạo diễn                         | Kênh  | Ghi chú | Nguồn  |
| ---- | ------------------------ | ---------- | -------------------------------- | ----- | ------- | ------ |
|      | Giành dật                | Bà Hạnh    | Lê Lực                           | Hanoi |         |        |
| 1995 | Nàng Kiều trúng số       | Bà Khải    | NSƯT Lê Đức Tiến                 | Hanoi |         | [ 23 ] |
| 1996 | Đông Ki ra thành phố     | Hồng Chi   | NSƯT Lê Đức Tiến                 | VTV3  |         |        |
| 1996 | Đêm trắng                | Gấm        | NSND Bạch Diệp                   | VTV3  |         |        |
| 1998 | Gió qua miền tối sáng    | Bà Khánh   | NSND Phạm Thanh Phong            | VTV1  |         | [ 8 ]  |
| 2000 | Qua những đêm lạnh giá   | Bà Cơ      | NSND Bùi Cường                   | VTV3  |         |        |
| 2000 | Ánh sáng trắng           | Bà Tất     | Phạm Gia Phương                  | VTV3  |         |        |
| 2001 | Khi người lính trở về    |            | Cao Mạnh                         | Hanoi |         |        |
| 2002 | Gái một con              | Bà Ngà     | Triệu Tuấn                       | Hanoi |         |        |
| 2002 | Chuyện tình biển xa      | Bà Việt    | NSƯT Lê Đức Tiến                 | HTV1  |         |        |
| 2009 | Phá vỡ im lặng           | Bà Đào     | Hoàng Nhuận Cầm                  | VTV1  |         |        |
| 2010 | Bí mật Eva               | Bà Tôn     | Đỗ Minh Tuấn                     | VTV3  |         |        |
| 2010 | Nếp nhà                  | Bà Lụa     | NSƯT Vũ Trường Khoa              | VTV1  |         | [ 24 ] |
| 2011 | Giọt nắng cuối hoàng hôn |            |                                  | VTC   |         | [ 8 ]  |
| 2015 | Bánh đúc có xương        | Bà nội     | Đặng Thái Huyền                  | VTV1  |         |        |
| 2017 | Nơi ẩn nấp bình yên      | Bà Hạnh    | Nguyễn Đức Hiếu                  | VTV1  |         | [ 25 ] |
| 2021 | 11 tháng 5 ngày          | Bà nội Nhi | Lê Đỗ Ngọc Linh, Nguyễn Đức Hiếu | VTV3  |         |        |

## Đời tư
Ngọc Lan gặp đạo diễn phim hoạt hình Ngô Mạnh Lân tại Moskva khi bà tham gia dự Liên hoan phim Quốc tế Moskva 1961, lúc này ông Lân là lưu học sinh tại trường VGIK. Hai ông bà kết hôn vào ngày 15 tháng 12 năm 1962 tại Hà Nội và có được 4 người con mang tên Ngô Phương Lan, Ngô Phương Ly, Ngô Phương Lê, Ngô Đức Lâm. Con gái lớn của bà là Ngô Phương Lan, là tiến sĩ, nhà lý luận điện ảnh – nguyên Cục trưởng Cục Điện ảnh Việt Nam, bà kết hôn với nhà báo Đinh Trọng Tuấn. Người con thứ ba là nhà báo Ngô Phương Ly – vợ thứ hai của đại tướng, tổng bí thư, nguyên chủ tịch nước Việt Nam Tô Lâm. Cháu ngoại đầu của bà là đạo diễn Đinh Tuấn Vũ.